# Мишићни спазам
Мишићни спазам (грч) обично настаје током интензивних физичких вежби. Најчешћи узрок грча је нагомилавање млечне киселине у мишићним ћелијама. Млечна киселина је распадни продукт метаболизма која се ствара у условима недовољне количине кисеоника. Кисеоник се до мишићних влакана допрема путем разгранате мреже капилара и наравно неопходан је за ослобађање енергије стога и за мишићну активност. У случају престанка дотока кисеоника, млечна киселина се ствара у мишићима, разградњом пирогрожђане киселине. Ово се догађа, рецимо, током трка.
|  | Молимо Вас, обратите пажњу на важно упозорење у вези са темама из области медицине (здравља). |